# وکیل (فیلم ۱۹۷۰)
وکیل (به انگلیسی: The Lawyer) یک فیلم سینمایی آمریکایی در ژانر درام دادگاهی محصول سال ۱۹۷۰ که براساس پرونده قتل سام شپارد ساخته شده‌است، که در آن یک پزشک متهم به قتل همسرش پس از تحقیقات بسیار گسترده شناخته شده‌است. این فیلم به کارگردانی سیدنی جی. فیوری با بازی بری نیومن در نقش تونی پتروچلی، وکیل مدافع پرانرژی و فرصت طلب و دایانا مالدور در نقش همسرش روت پتروشلی است. در بازیگران نقش مکمل رابرت کولبرت و کاتلین کراولی بازی می‌کنند. این فیلم منشأ نقشی است که بری نیومن در مجموعه تلویزیونی پتروشلی دوباره تکرار کرد.